# Eleições legislativas portuguesas de 1995 no distrito de Évora
| Eleições legislativas portuguesas de 1995 Distritos: Aveiro \| Beja \| Braga \| Bragança \| Castelo Branco \| Coimbra \| Évora \| Faro \| Guarda \| Leiria \| Lisboa \| Portalegre \| Porto \| Santarém \| Setúbal \| Viana do Castelo \| Vila Real \| Viseu \| Açores \| Madeira \| Estrangeiro |

## Resultados por Concelho
Os resultados nos concelhos do Distrito de Évora foram os seguintes:

### Alandroal
| Partido                 | Partido                        | Votos | %               | +/-   |
| ----------------------- | ------------------------------ | ----- | --------------- | ----- |
|                         | Partido Socialista             | 1 725 | 38,32 / 100,00  | 12,48 |
|                         | Coligação Democrática Unitária | 1 699 | 37,75 / 100,00  | 0,25  |
|                         | Partido Social Democrata       | 714   | 15,86 / 100,00  | 11,21 |
|                         | Partido Popular                | 122   | 2,71 / 100,00   | 0,63  |
|                         | PCTP/MRPP                      | 110   | 2,44 / 100,00   | 0,86  |
|                         | Outros                         | 72    | 1,60 / 100,00   |       |
| Votos Inválidos         | Votos Inválidos                | 59    | 1,31 / 100,00   | 0,11  |
| Total                   | Total                          | 4 501 | 100,00 / 100,00 |       |
| Eleitorado/Participação | Eleitorado/Participação        | 6 459 | 69,69 / 100,00  | 0,89  |

### Arraiolos
| Partido                 | Partido                        | Votos | %               | +/-   |
| ----------------------- | ------------------------------ | ----- | --------------- | ----- |
|                         | Coligação Democrática Unitária | 2 126 | 41,95 / 100,00  | 1,32  |
|                         | Partido Socialista             | 1 643 | 32,42 / 100,00  | 12,77 |
|                         | Partido Social Democrata       | 854   | 16,85 / 100,00  | 11,89 |
|                         | Partido Popular                | 175   | 3,45 / 100,00   | 1,00  |
|                         | PCTP/MRPP                      | 107   | 2,11 / 100,00   | 0,23  |
|                         | Outros                         | 77    | 1,52 / 100,00   |       |
| Votos Inválidos         | Votos Inválidos                | 86    | 1,70 / 100,00   | 0,38  |
| Total                   | Total                          | 5 068 | 100,00 / 100,00 |       |
| Eleitorado/Participação | Eleitorado/Participação        | 6 939 | 73,04 / 100,00  | 1,57  |

### Borba
| Partido                 | Partido                        | Votos | %               | +/-   |
| ----------------------- | ------------------------------ | ----- | --------------- | ----- |
|                         | Partido Socialista             | 2 617 | 51,34 / 100,00  | 21,45 |
|                         | Coligação Democrática Unitária | 1 038 | 20,36 / 100,00  | 0,07  |
|                         | Partido Social Democrata       | 903   | 17,72 / 100,00  | 19,08 |
|                         | Partido Popular                | 225   | 4,41 / 100,00   | 1,49  |
|                         | PCTP/MRPP                      | 118   | 2,32 / 100,00   | 0,59  |
|                         | União Democrática Popular      | 56    | 1,10 / 100,00   | -     |
|                         | Outros                         | 42    | 0,82 / 100,00   |       |
| Votos Inválidos         | Votos Inválidos                | 98    | 1,92 / 100,00   | 0,22  |
| Total                   | Total                          | 5 097 | 100,00 / 100,00 |       |
| Eleitorado/Participação | Eleitorado/Participação        | 7 005 | 72,76 / 100,00  | 1,63  |

### Estremoz
| Partido                 | Partido                        | Votos  | %               | +/-   |
| ----------------------- | ------------------------------ | ------ | --------------- | ----- |
|                         | Partido Socialista             | 4 381  | 43,55 / 100,00  | 19,33 |
|                         | Partido Social Democrata       | 2 702  | 26,86 / 100,00  | 18,50 |
|                         | Coligação Democrática Unitária | 1 686  | 16,76 / 100,00  | 0,36  |
|                         | Partido Popular                | 722    | 7,18 / 100,00   | 3,93  |
|                         | PCTP/MRPP                      | 211    | 2,10 / 100,00   | 0,34  |
|                         | Outros                         | 173    | 1,73 / 100,00   |       |
| Votos Inválidos         | Votos Inválidos                | 184    | 1,83 / 100,00   | 0,79  |
| Total                   | Total                          | 10 059 | 100,00 / 100,00 |       |
| Eleitorado/Participação | Eleitorado/Participação        | 14 539 | 69,19 / 100,00  | 1,54  |

### Évora
| Partido                 | Partido                        | Votos  | %               | +/-   |
| ----------------------- | ------------------------------ | ------ | --------------- | ----- |
|                         | Partido Socialista             | 14 665 | 46,28 / 100,00  | 17,08 |
|                         | Partido Social Democrata       | 6 757  | 21,32 / 100,00  | 15,91 |
|                         | Coligação Democrática Unitária | 6 742  | 21,28 / 100,00  | 0,29  |
|                         | Partido Popular                | 2 055  | 6,49 / 100,00   | 3,26  |
|                         | PCTP/MRPP                      | 450    | 1,42 / 100,00   | 0,31  |
|                         | Outros                         | 517    | 1,64 / 100,00   |       |
| Votos Inválidos         | Votos Inválidos                | 501    | 1,58 / 100,00   | 0,53  |
| Total                   | Total                          | 31 687 | 100,00 / 100,00 |       |
| Eleitorado/Participação | Eleitorado/Participação        | 45 898 | 69,04 / 100,00  | 0,50  |

### Montemor-o-Novo
| Partido                 | Partido                        | Votos  | %               | +/-   |
| ----------------------- | ------------------------------ | ------ | --------------- | ----- |
|                         | Coligação Democrática Unitária | 4 985  | 40,75 / 100,00  | 0,04  |
|                         | Partido Socialista             | 4 165  | 34,05 / 100,00  | 12,51 |
|                         | Partido Social Democrata       | 2 112  | 17,27 / 100,00  | 9,95  |
|                         | Partido Popular                | 435    | 3,56 / 100,00   | 1,48  |
|                         | PCTP/MRPP                      | 214    | 1,75 / 100,00   | 0,63  |
|                         | Outros                         | 156    | 1,27 / 100,00   |       |
| Votos Inválidos         | Votos Inválidos                | 165    | 1,35 / 100,00   | 0,25  |
| Total                   | Total                          | 12 232 | 100,00 / 100,00 |       |
| Eleitorado/Participação | Eleitorado/Participação        | 16 710 | 73,20 / 100,00  | 2,18  |

### Mora
| Partido                 | Partido                        | Votos | %               | +/-   |
| ----------------------- | ------------------------------ | ----- | --------------- | ----- |
|                         | Coligação Democrática Unitária | 1 419 | 35,91 / 100,00  | 0,08  |
|                         | Partido Socialista             | 1 294 | 32,75 / 100,00  | 14,57 |
|                         | Partido Social Democrata       | 875   | 22,15 / 100,00  | 12,82 |
|                         | Partido Popular                | 150   | 3,80 / 100,00   | 0,88  |
|                         | PCTP/MRPP                      | 96    | 2,43 / 100,00   | 0,39  |
|                         | Outros                         | 51    | 1,29 / 100,00   |       |
| Votos Inválidos         | Votos Inválidos                | 66    | 1,67 / 100,00   | 0,23  |
| Total                   | Total                          | 3 951 | 100,00 / 100,00 |       |
| Eleitorado/Participação | Eleitorado/Participação        | 5 715 | 69,13 / 100,00  | 3,12  |

### Mourão
| Partido                 | Partido                        | Votos | %               | +/-   |
| ----------------------- | ------------------------------ | ----- | --------------- | ----- |
|                         | Partido Socialista             | 955   | 54,35 / 100,00  | 23,62 |
|                         | Partido Social Democrata       | 444   | 25,27 / 100,00  | 19,45 |
|                         | Coligação Democrática Unitária | 170   | 9,68 / 100,00   | 3,73  |
|                         | Partido Popular                | 92    | 5,24 / 100,00   | 2,32  |
|                         | PCTP/MRPP                      | 26    | 1,48 / 100,00   | 0,20  |
|                         | Outros                         | 17    | 0,96 / 100,00   |       |
| Votos Inválidos         | Votos Inválidos                | 53    | 3,01 / 100,00   | 1,03  |
| Total                   | Total                          | 1 757 | 100,00 / 100,00 |       |
| Eleitorado/Participação | Eleitorado/Participação        | 2 724 | 64,50 / 100,00  | 1,61  |

### Portel
| Partido                 | Partido                        | Votos | %               | +/-   |
| ----------------------- | ------------------------------ | ----- | --------------- | ----- |
|                         | Coligação Democrática Unitária | 1 835 | 41,17 / 100,00  | 2,30  |
|                         | Partido Socialista             | 1 742 | 39,08 / 100,00  | 13,33 |
|                         | Partido Social Democrata       | 562   | 12,61 / 100,00  | 11,67 |
|                         | PCTP/MRPP                      | 105   | 2,36 / 100,00   | 0,06  |
|                         | Partido Popular                | 86    | 1,93 / 100,00   | 0,22  |
|                         | Outros                         | 57    | 1,27 / 100,00   |       |
| Votos Inválidos         | Votos Inválidos                | 70    | 1,57 / 100,00   | 0,40  |
| Total                   | Total                          | 4 457 | 100,00 / 100,00 |       |
| Eleitorado/Participação | Eleitorado/Participação        | 6 611 | 67,42 / 100,00  | 0,05  |

### Redondo
| Partido                 | Partido                        | Votos | %               | +/-   |
| ----------------------- | ------------------------------ | ----- | --------------- | ----- |
|                         | Partido Socialista             | 1 864 | 42,48 / 100,00  | 19,12 |
|                         | Coligação Democrática Unitária | 1 215 | 27,69 / 100,00  | 0,34  |
|                         | Partido Social Democrata       | 769   | 17,53 / 100,00  | 16,47 |
|                         | Partido Popular                | 246   | 5,61 / 100,00   | 2,34  |
|                         | PCTP/MRPP                      | 127   | 2,89 / 100,00   | 0,42  |
|                         | Outros                         | 91    | 2,07 / 100,00   |       |
| Votos Inválidos         | Votos Inválidos                | 76    | 1,73 / 100,00   | 0,42  |
| Total                   | Total                          | 4 388 | 100,00 / 100,00 |       |
| Eleitorado/Participação | Eleitorado/Participação        | 6 844 | 64,11 / 100,00  | 0,62  |

### Reguengos de Monsaraz
| Partido                 | Partido                        | Votos | %               | +/-   |
| ----------------------- | ------------------------------ | ----- | --------------- | ----- |
|                         | Partido Socialista             | 3 422 | 54,61 / 100,00  | 19,11 |
|                         | Partido Social Democrata       | 1 219 | 19,45 / 100,00  | 12,59 |
|                         | Coligação Democrática Unitária | 1 036 | 16,53 / 100,00  | 2,30  |
|                         | Partido Popular                | 255   | 4,07 / 100,00   | 1,25  |
|                         | PCTP/MRPP                      | 136   | 2,17 / 100,00   | 0,21  |
|                         | Outros                         | 86    | 1,37 / 100,00   |       |
| Votos Inválidos         | Votos Inválidos                | 112   | 1,78 / 100,00   | 0,62  |
| Total                   | Total                          | 6 266 | 100,00 / 100,00 |       |
| Eleitorado/Participação | Eleitorado/Participação        | 9 495 | 65,99 / 100,00  | 1,09  |

### Vendas Novas
| Partido                 | Partido                        | Votos | %               | +/-   |
| ----------------------- | ------------------------------ | ----- | --------------- | ----- |
|                         | Partido Socialista             | 2 656 | 38,42 / 100,00  | 15,73 |
|                         | Coligação Democrática Unitária | 2 084 | 30,15 / 100,00  | 1,98  |
|                         | Partido Social Democrata       | 1 464 | 21,18 / 100,00  | 15,65 |
|                         | Partido Popular                | 405   | 5,86 / 100,00   | 2,89  |
|                         | PCTP/MRPP                      | 91    | 1,32 / 100,00   | 0,84  |
|                         | Outros                         | 94    | 1,37 / 100,00   |       |
| Votos Inválidos         | Votos Inválidos                | 119   | 1,72 / 100,00   | 0,51  |
| Total                   | Total                          | 6 913 | 100,00 / 100,00 |       |
| Eleitorado/Participação | Eleitorado/Participação        | 9 750 | 70,90 / 100,00  | 1,02  |

### Viana do Alentejo
| Partido                 | Partido                        | Votos | %               | +/-   |
| ----------------------- | ------------------------------ | ----- | --------------- | ----- |
|                         | Partido Socialista             | 1 211 | 37,63 / 100,00  | 14,54 |
|                         | Coligação Democrática Unitária | 1 075 | 33,41 / 100,00  | 0,18  |
|                         | Partido Social Democrata       | 547   | 17,00 / 100,00  | 13,57 |
|                         | Partido Popular                | 121   | 3,76 / 100,00   | 1,62  |
|                         | PCTP/MRPP                      | 110   | 3,42 / 100,00   | 1,54  |
|                         | União Democrática Popular      | 40    | 1,24 / 100,00   | -     |
|                         | Outros                         | 35    | 1,09 / 100,00   |       |
| Votos Inválidos         | Votos Inválidos                | 79    | 2,46 / 100,00   | 0,60  |
| Total                   | Total                          | 3 218 | 100,00 / 100,00 |       |
| Eleitorado/Participação | Eleitorado/Participação        | 5 063 | 63,56 / 100,00  | 4,73  |

### Vila Viçosa
| Partido                 | Partido                        | Votos | %               | +/-   |
| ----------------------- | ------------------------------ | ----- | --------------- | ----- |
|                         | Partido Socialista             | 2 345 | 44,00 / 100,00  | 18,66 |
|                         | Partido Social Democrata       | 1 185 | 22,24 / 100,00  | 20,87 |
|                         | Coligação Democrática Unitária | 1 142 | 21,43 / 100,00  | 0,92  |
|                         | Partido Popular                | 387   | 7,26 / 100,00   | 4,69  |
|                         | PCTP/MRPP                      | 104   | 1,95 / 100,00   | 0,64  |
|                         | Outros                         | 70    | 1,31 / 100,00   |       |
| Votos Inválidos         | Votos Inválidos                | 96    | 1,80 / 100,00   | 0,44  |
| Total                   | Total                          | 5 329 | 100,00 / 100,00 |       |
| Eleitorado/Participação | Eleitorado/Participação        | 7 499 | 71,06 / 100,00  | 1,57  |